# Calciatori del Bologna Football Club 1909

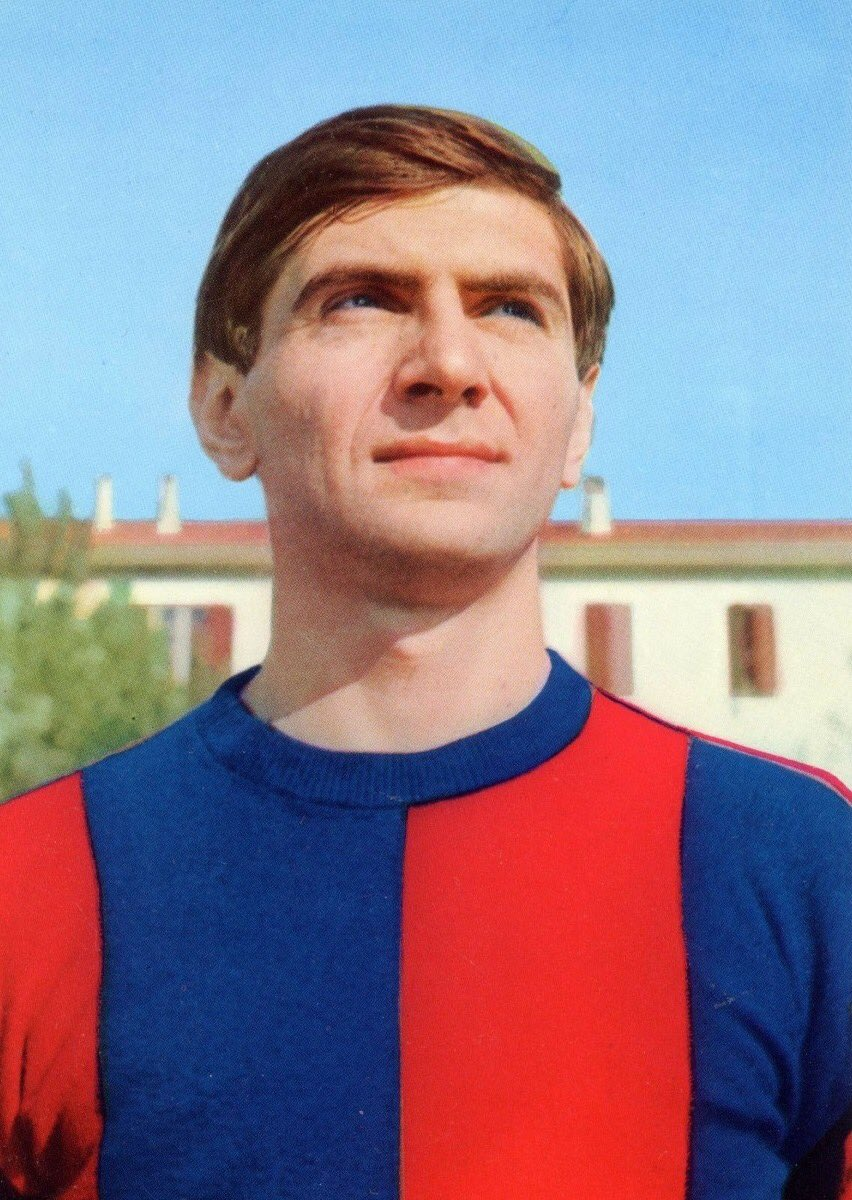
Giacomo Bulgarelli, primatista assoluto di presenze in maglia rossoblù

In totale sono 972 i calciatori del Bologna Football Club 1909, società calcistica italiana per azioni con sede a Bologna.

## Storia

Giancarlo Marocchi (a sinistra), il primatista di presenze in Serie B con la maglia del Bologna

La maggior parte dei calciatori ad essere scesi in campo con la maglia del Bologna è di nazionalità italiana. L'ultimo giocatore ad esordire in maglia petroniana è stato Estanis Pedrola, il 29 marzo 2025 contro il Venezia. Sono invece 513 quelli che hanno segnato almeno un gol in rossoblù, ultimo di questi è stato Nicolò Cambiaghi, con la rete siglata il 9 marzo 2025 ai danni del Verona.
I calciatori italiani più rilevanti e rappresentativi della storia del Bologna sono Giacomo Bulgarelli, il primatista di presenze, Angelo Schiavio, primatista di reti e campione del mondo nel 1934, e Giuseppe Della Valle, capitano dei felsinei per 11 stagioni. Grazie all'invenzione del doppio passo, alle innumerevoli presenze e al record di reti in nazionale; anche Amedeo Biavati divenne un calciatore molto rilevante nella storia veltra. Successivamente sono diventati rappresentativi altri calciatori come Giuseppe Signori, Carlo Nervo, Gianluca Pagliuca e Marco Di Vaio. Seppur militante una sola stagione nel Bologna, anche Roberto Baggio — grazie alla propria fama — divenne uno dei simboli rossoblù.
Per quanto riguarda i calciatori stranieri il danese Harald Nielsen, miglior marcatore straniero, il tedesco Helmut Haller, primatista di presenze dei calciatori stranieri, e lo svedese Kennet Andersson, il giocatore più presente con la propria nazionale al tempo della militanza nel Bologna. Sono anche rilevanti Axel Pilmark, Fernando Pérez e Blerim Džemaili, gli unici capitani stranieri nella storia petroniana.

## Capitani

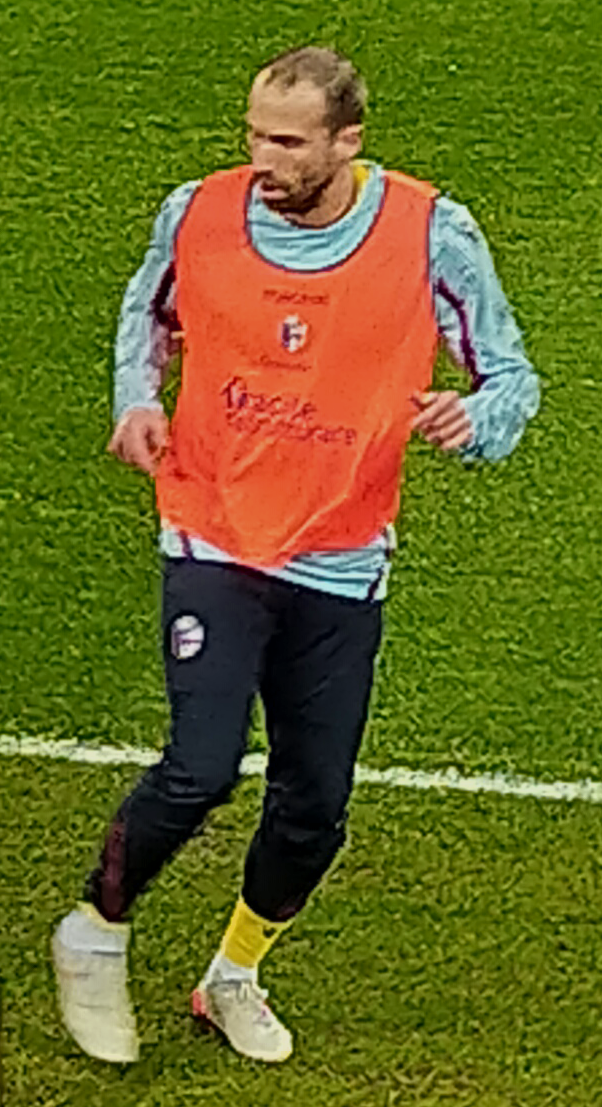
Lorenzo De Silvestri, attuale capitano della squadra

Di seguito la lista dei capitani rossoblù dall'anno di fondazione.
| Calciatore           | Ruolo | Stagioni al club            | Stagioni da capitano      | Presenze | Reti |
| -------------------- | ----- | --------------------------- | ------------------------- | -------- | ---- |
| Arrigo Gradi         | A     | 1909-1912                   | 1909-1912 (3)             | 14       | 4    |
| Enrico Guardigli     | P/D   | 1911-1915                   | 1912-1914 (2)             | 21       | 0    |
| Antonio Fontana      | P     | 1913-1915                   | 1914-1915 (1)             | 20       | 0    |
| Angelo Badini        | C     | 1913-1921                   | 1915-1920 (5)             | 43       | 11   |
| Giuseppe Della Valle | A     | 1916-1931                   | 1920-1931 (11)            | 225      | 104  |
| Gastone Baldi        | C     | 1920-1933                   | 1931-1933 (2)             | 269      | 18   |
| Angelo Schiavio      | A     | 1922-1938                   | 1933-1938 (5)             | 348      | 242  |
| Mario Montesanto     | C     | 1938-1940                   | 1938-1940 (2)             | 280      | 10   |
| Carlo Reguzzoni      | A     | 1930-1943 e 1945-1946       | 1940-1943 e 1945-1946 (4) | 377      | 143  |
| Bruno Maini          | A     | 1926-1928, 1929-1941 e 1944 | 1944 (1)                  | 303      | 89   |
| Amedeo Biavati       | A     | 1932-1934 e 1935-1947       | 1946-1948 (2)             | 219      | 64   |
| Gino Cappello        | A     | 1945-1956                   | 1948-1952 e 1953-1954 (5) | 245      | 80   |
| Dino Ballacci        | D     | 1945-1957                   | 1952-1953 (1)             | 306      | 8    |
| Cesarino Cervellati  | A     | 1948-1962                   | 1956-1957 (1)             | 320      | 88   |
| Axel Pilmark         | C     | 1950-1959                   | 1957-1959 (2)             | 274      | 4    |
| Mirko Pavinato       | D     | 1956-1966                   | 1959-1965 (6)             | 264      | 0    |
| Giacomo Bulgarelli   | C     | 1959-1975                   | 1965-1975 (10)            | 391      | 43   |
| Mauro Bellugi        | D     | 1974-1979                   | 1975-1979 (4)             | 91       | 0    |
| Giuseppe Savoldi     | A     | 1968-1975 e 1979-1980       | 1979-1980 (1)             | 230      | 96   |
| Franco Colomba       | C     | 1973-1975 e 1977-1983       | 1980-1983 (3)             | 168      | 6    |
| Adelmo Paris         | C     | 1973-1975 e 1976-1984       | 1983-1984 (1)             | 233      | 9    |
| Walter De Vecchi     | C     | 1985-1986                   | 1985-1986 (1)             | 33       | 5    |
| Eraldo Pecci         | C     | 1973-1975 e 1986-1989       | 1986-1989 (3)             | 135      | 5    |
| Renato Villa         | D     | 1986-1992                   | 1989-1992 (3)             | 194      | 6    |
| Paolo Stringara      | C     | 1986-1990 e 1992-1993       | 1992-1993 (1)             | 144      | 7    |
| Marco De Marchi      | D     | 1987-1990 e 1993-1997       | 1993-1997 (4)             | 172      | 8    |
| Roberto Baggio       | A     | 1997-1998                   | 1997 (1)                  | 30       | 22   |
| Giancarlo Marocchi   | C     | 1982-1988 e 1996-2000       | 1997-1998 (1)             | 287      | 18   |
| Giuseppe Signori     | A     | 1998-2004                   | 1998-2004 (6)             | 143      | 67   |
| Gianluca Pagliuca    | P     | 1999-2006                   | 2004-2006 (2)             | 248      | -310 |
| Claudio Bellucci     | A     | 2001-2007                   | 2006-2007 (1)             | 184      | 65   |
| Marcello Castellini  | D     | 2000-2003 e 2006-2009       | 2007-2009 (2)             | 170      | 0    |
| Marco Di Vaio        | A     | 2008-2012                   | 2009-2012 (3)             | 143      | 65   |
| Alessandro Diamanti  | A     | 2011-2014                   | 2012-2014 (2)             | 83       | 19   |
| Diego Pérez          | C     | 2010-2015                   | 2014 (1)                  | 107      | 0    |
| Archimede Morleo     | D     | 2010-2017                   | 2014-2017 (3)             | 130      | 1    |
| Daniele Gastaldello  | D     | 2015-2017                   | 2017 (1)                  | 64       | 1    |
| Antonio Mirante      | P     | 2015-2018                   | 2017-2018 (1)             | 87       | -119 |
| Blerim Džemaili      | C     | 2016-2017 e 2018-2020       | 2018-2020 (2)             | 88       | 11   |
| Andrea Poli          | C     | 2017-2021                   | 2020-2021 (2)             | 108      | 9    |
| Roberto Soriano      | C     | 2019-2023                   | 2021-2023 (2)             | 145      | 17   |
| Lorenzo De Silvestri | D     | 2020-                       | 2023- (3)                 | 108      | 9    |

Codici: P: Portiere, D: Difensore, C: Centrocampista, A: Attaccante.
Presenze e reti sono da considerarsi solo in campionato.
Dati aggiornati al 24 maggio 2025.

## Record

### Presenze in partite ufficiali

Marino Perani (a destra), primatista di presenze nelle coppe europee

Di seguito le presenze in partite ufficiali dei calciatori del Bologna.
| Totali - 486 Giacomo Bulgarelli - 459 Tazio Roversi - 417 Carlo Nervo 417 Carlo Reguzzoni - 415 Marino Perani - 404 Felice Gasperi - 404 Franco Cresci - 376 Francesco Janich - 364 Angelo Schiavio - 362 Mario Gianni                           | Campionato - 392 Giacomo Bulgarelli - 384 Felice Gasperi - 378 Carlo Reguzzoni - 358 Carlo Nervo - 348 Angelo Schiavio - 347 Mario Gianni - 341 Tazio Roversi - 322 Marino Perani - 305 Dino Ballacci - 301 Franco Cresci                    |
| Serie A - 391 Giacomo Bulgarelli - 378 Carlo Reguzzoni - 341 Tazio Roversi - 321 Marino Perani - 305 Dino Ballacci - 301 Franco Cresci - 300 Cesarino Cervellati - 296 Ezio Pascutti - 294 Francesco Janich - 285 Romano Fogli 285 Bruno Maini   | Serie B - 147 Giancarlo Marocchi - 137 Lorenzo Marronaro - 128 Giuseppe Zinetti - 122 Francesco Antonioli - 118 Gianluca Luppi - 108 Christian Amoroso - 107 Loris Pradella - 102 Renato Villa - 92 Massimo Marazzina - 86 Nicola Mingazzini |
| Serie C1 - 60 Rosario Pergolizzi 60 Gianluca Presicci - 52 Luca Cecconi 52 Marco De Marchi - 34 Roberto Bombardi 34 Riccardo Cervellati 34 Dario Donà - 33 Massimo Bianchi 33 Luciano Facchini 33 Sauro Frutti 33 Andrea Tarozzi 33 Carlo Troscè | Coppe nazionali - 80 Tazio Roversi - 73 Franco Cresci - 57 Giuseppe Savoldi - 56 Giacomo Bulgarelli - 51 Marino Perani - 46 Adelmo Paris - 43 Giancarlo Marocchi - 40 Francesco Janich - 36 Carlo Nervo - 35 Giuseppe Zinetti                |
| Coppe europee - 42 Marino Perani - 41 Francesco Janich - 40 Giacomo Bulgarelli - 38 Tazio Roversi - 33 Carlo Furlanis 33 Giuseppe Vavassori - 30 Franco Cresci 30 Romano Fogli 30 Giuseppe Savoldi - 28 Ivan Gregori                             | |

1. ↑  Sono compresi i dati relativi alla Coppa Alta Italia e alla Coppa Italia di Serie C.
2. ↑  Sono conteggiate partite in competizioni non riconosciute dalla UEFA o ad essa precedenti.

### Marcature in partite ufficiali

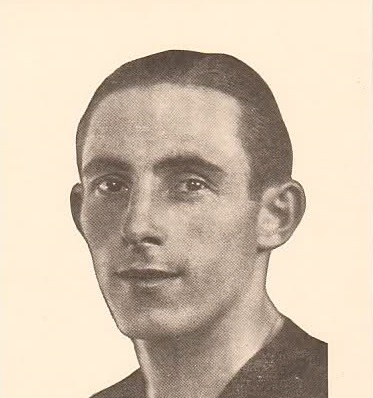
Carlo Reguzzoni, primatista di reti segnate in Serie A

Di seguito le marcature in partite ufficiali dei calciatori del Bologna.
| Totali - 251 Angelo Schiavio - 168 Carlo Reguzzoni - 142 Ezio Pascutti - 140 Giuseppe Savoldi - 122 Gino Cappello - 109 Gino Pivatelli - 104 Giuseppe Della Valle 104 Harald Nielsen - 101 Bruno Maini - 96 Héctor Puricelli | Campionato - 242 Angelo Schiavio - 145 Carlo Reguzzoni - 130 Ezio Pascutti - 105 Gino Pivatelli - 104 Giuseppe Della Valle - 96 Giuseppe Savoldi - 89 Bruno Maini - 86 Cesarino Cervellati - 82 Harald Nielsen - 80 Gino Cappello 80 Héctor Puricelli |
| Serie A - 145 Carlo Reguzzoni - 130 Ezio Pascutti - 109 Angelo Schiavio - 105 Gino Pivatelli - 96 Giuseppe Savoldi - 88 Bruno Maini - 86 Cesarino Cervellati - 81 Harald Nielsen - 80 Gino Cappello 80 Héctor Puricelli      | Serie B - 44 Claudio Bellucci - 43 Massimo Marazzina - 39 Lorenzo Marronaro - 30 Loris Pradella - 17 Giuseppe Incocciati - 15 Kubilay Türkyılmaz - 12 Giancarlo Marocchi - 11 Fabio Poli 11 Daniele Cacia - 9 Lajos Détári                            |
| Serie C1 - 26 Luca Cecconi - 16 Sauro Frutti - 9 Carlo Nervo - 8 Marco Negri 8 Cristiano Doni - 7 Luciano Facchini 7 Dario Morello - 6 Davide Olivares - 5 Dario Donà 5 Franco Ermini 5 Marco De Marchi                      | Coppe nazionali - 27 Giuseppe Savoldi - 21 Gino Cappello - 12 Héctor Puricelli - 11 Claudio Bellucci 11 Amedeo Biavati - 9 Marino Perani - 8 Giacomo Bulgarelli 8 Pietro Ghetti 8 Fabio Poli 8 Loris Pradella 8 Riccardo Orsolini                     |
| Coppe europee - 19 Harald Nielsen - 18 Carlo Reguzzoni - 17 Giuseppe Savoldi - 14 Giuseppe Signori - 10 Héctor Demarco - 9 Bruno Maini 9 Angelo Schiavio - 8 Bruno Pace - 7 Helmut Haller - 5 Giacomo Bulgarelli             | |

1. ↑  Sono compresi i dati relativi alla Coppa Alta Italia e alla Coppa Italia di Serie C.
2. ↑  Sono conteggiate partite in competizioni non riconosciute dalla UEFA o ad essa precedenti.

### Capocannonieri per singola stagione

#### In competizioni nazionali
Di seguito i capocannonieri in competizioni nazionali dei calciatori del Bologna.
| Serie A - Angelo Schiavio: 25 (1931-32) - Ettore Puricelli: 19 (1938-39) - Ettore Puricelli: 22 (1940-41) - Gino Pivatelli: 29 (1955-56) - Harald Nielsen: 19 (1962-63) - Harald Nielsen: 21 (1963-64) - Giuseppe Savoldi: 17 (1972-73) | Serie B - Lorenzo Marronaro: 21 (1987-88) |
| Coppa Italia - Giuseppe Savoldi: 6 (1969-70) - Giuseppe Savoldi: 10 (1973-74) |                                           |

#### In competizioni internazionali
| Coppa dell'Europa Centrale - Carlo Reguzzoni: 10 (1934) | Coppa Mitropa - Harald Nielsen: 11 (1962) - Lorenzo Marronaro, Fabio Poli: 3 (1988-1989) |

### Record anagrafici

#### Presenze
| Più giovani al debutto - Wisdom Amey: 15 anni; 9 mesi; 1 giorno (A 2020-21) - Giuseppe Campione: 15 anni; 9 mesi; 25 giorni (A 1988-89) - Danilo Neri: 15 anni; 11 mesi; 9 giorni (CI 1988-89) - Paolo Bonfadini: 15 anni; 11 mesi; 29 giorni (CI 1987-88) - Stefano Cumani: 16 anni; 4 mesi; 15 giorni (CI 1976-77) - Kacper Urbański: 16 anni; 8 mesi; 5 giorni (A 2020-21) - Pier Maurizio Borghi: 16 anni; 9 mesi; 3 giorni (B 1992-93) - Roberto Mancini: 16 anni; 9 mesi; 10 giorni (CI 1981-82) - Claiton: 16 anni; 9 mesi; 10 giorni (A 2000-01) - Luigi Della Rocca: 16 anni; 9 mesi; 15 giorni (A 2000-01) | Più anziani a disputare una partita - Francesco Antonioli: 39 anni; 8 mesi; 17 giorni (A 2008-09) - Gianluca Pagliuca: 39 anni; 5 mesi; 10 giorni (B 2005-06) - Fabrizio Ferron: 39 anni; 4 mesi; 7 giorni (CI 2004-05) - Rodrigo Palacio: 39 anni; 3 mesi; 18 giorni (A 2020-21) - Carlo Reguzzoni: 38 anni; 2 mesi; 27 giorni (DN 1945-46) - Giuseppe Vavassori: 37 anni; 10 mesi; 8 giorni (A 1971-72) - Franco Brienza: 37 anni; 4 mesi; 24 giorni (CI 2016-17) - Pietro Battara: 37 anni; 2 mesi; 16 giorni (A 1973-74) - Angelo da Costa: 37 anni; 1 mese; 28 giorni (A 2020-21) - Danilo: 37 anni; 2 giorni (A 2020-21) |

#### Reti
| Più giovani alla prima rete segnata - Roberto Mancini: 16 anni; 10 mesi; 7 giorni (A 1981-82) - Cesare Alberti: 17 anni; 1 mese; 2 giorni (PD 1921-22) - Giuliano Fiorini: 17 anni; 3 mesi; 27 giorni (A 1974-75) - Angelo Schiavio: 17 anni; 4 mesi; 3 giorni (PD 1922-23) - Felice Gasperi: 17 anni; 10 mesi; 18 giorni (PD 1921-22) - Mohamed Kallon: 17 anni; 10 mesi; 28 giorni (CI 1997-98) - Claudio Veronesi: 17 anni; 11 mesi; 20 giorni (CM 1961) - Marco Macina: 18 anni; 3 giorni (B 1982-83) - Luigi Della Rocca: 18 anni; 27 giorni (A 2002-03) - Amedeo Biavati: 18 anni; 1 mese; 17 giorni (A 1932-33) | Più anziani a segnare una rete - Rodrigo Palacio: 39 anni; 3 mesi; 12 giorni (A 2020-21) - Carlo Reguzzoni: 38 anni; 1 mese; 10 giorni (DN 1945-46) - Franco Brienza: 36 anni; 11 mesi; 22 giorni (A 2015-16) - Antonio Juliano: 36 anni; 3 mesi; 28 giorni (A 1978-79) - Danilo: 36 anni; 2 mesi; 2 giorni (A 2019-20) - Giuseppe Signori: 36 anni; 1 mese; 8 giorni (A 2003-04) - Sergio Clerici: 35 anni; 11 mesi; 20 giorni (A 1976-77) - Lamberto Zauli: 35 anni; 10 mesi; 22 giorni (A 2006-07) - Marco Di Vaio: 35 anni; 8 mesi; 3 giorni (A 2011-12) - Lorenzo De Silvestri: 35 anni; 7 mesi; 13 giorni (A 2023-24) |

In corsivo i giocatori attualmente al Bologna.

### Altri record individuali
- Plurimarcatori
  - 5 reti:  István Mike Mayer (Bologna-Livorno 6-2, 1948-49)[22]
- Più vecchio calciatore a realizzare una tripletta
 Rodrigo Palacio: 39 anni; 2 mesi; 28 giorni (Bologna-Fiorentina 3-3, 2020-21)[23]
- Giocatore con il maggior numero di presenze con la Nazionale italiana
Giacomo Bulgarelli, 29 partite ufficiali dal 1962 al 1967.
- Giocatori con il maggior numero di gol con la Nazionale italiana
  - In assoluto: Amedeo Biavati e Angelo Schiavio: 8 reti.

## Calciatori premiati
Sono qui riportati i calciatori che hanno ricevuto premi individuali durante la loro militanza nel Bologna:

### A livello nazionale

#### In Italia
| Guerin d'oro - Gianluca Pagliuca: 2005 | Premio "Scirea" - Giuseppe Signori: 2004 |
| Premio Bulgarelli Number 8 - Lewis Ferguson: 2023-2024 | Premi Lega Serie A - Miglior Under 23: - Joshua Zirkzee: 2023-2024 |
| Oscar del calcio · Gran Galà del calcio AIC Categorie vigenti: - Migliore calciatore della Serie B (2011-presente): - Adam Masina: 2015 Categorie scomparse: - Migliore calciatore italiano (1997-2010): - Roberto Baggio: 1998 (nomination) - Migliore calciatore giovane (1997-2010): - Matteo Brighi: 2002 | Riconoscimenti mensili Lega Serie A - Serie A Player of the Month: - Riccardo Calafiori (maggio 2024) - Serie A Goal of the Month: - Lewis Ferguson (novembre 2022) - Dan Ndoye (aprile 2025) |

1. ↑  Trofeo istituito dalla rivista Guerin Sportivo nel 1976.
2. ↑  Trofeo istituito dall'Unione Stampa Sportiva Italiana (USSI) nel 1992.
3. ↑  Premio internazionale che viene assegnato annualmente dall'Associazione Giacomo Bulgarelli Bologna e dall'Associazione Italiana Calciatori (AIC), per premiare la migliore mezzala della stagione.
4. ↑  Riconoscimenti istituiti dalla Lega Nazionale Professionisti Serie A (LNPA) nel 2019 per premiare i migliori giocatori della stagione calcistica italiana.
5. ↑  Riconoscimento istituito dalla Lega Nazionale Professionisti Serie A (LNPA) nel 2021 per premiare il miglior giocatore del mese della stagione calcistica italiana.
6. ↑  Riconoscimento istituito dalla Lega Nazionale Professionisti Serie A (LNPA) nel 2021 per premiare il miglior gol del mese della stagione calcistica italiana.

#### In altri paesi
| Calciatori dell'anno - Calciatore danese dell'anno: - Harald Nielsen: 1961 - Calciatore lituano dell'anno: - Tomas Danilevičius: 2007 - Calciatore ungherese dell'anno: - Ádám Nagy: 2016 |

## Riconoscimenti
Sono qui riportati i calciatori che hanno militato nel Bologna destinatari di riconoscimenti conferiti dagli organismi calcistici internazionali:

### Inserimenti in liste secolari

Roberto Baggio

| Squadre storiche FIFA - FIFA Dream Team: - Roberto Baggio                                                                               | FIFA 100 - Roberto Baggio - Hidetoshi Nakata        |
| Calciatori del XX secolo IFFHS - Calciatori: - A livello europeo: - Roberto Baggio - Portieri: - A livello europeo: - Gianluca Pagliuca | The UEFA Jubilee 52 Golden Players - Massimo Bonini |
| World Soccer 100 Players of the Century - Roberto Baggio                                                                                | 100 Craques do Século – Placar - Roberto Baggio     |

1. ↑  Tra il 1994 e il 2002 la Federazione Internazionale del Calcio (FIFA) pubblicò tre undici storici: due riguardanti alla Coppa del Mondo e una terza, composta dai migliori undici giocatori della storia del calcio in base al parere di giornalisti e giocatori delle associazioni nazionali.
2. ↑  Selezione degli 125 migliori calciatori viventi pubblicata dalla FIFA nel 2004 in occasione del suo centesimo anniversario di fondazione istituzionale.
3. ↑  Classifica dei 50 migliori calciatori del XX secolo stilata nel 2000 dall'Istituto Internazionale di Storia e Statistica del Calcio (IFFHS), organizzazione riconosciuta dalla FIFA
4. ↑  Lista nella quale ogni federazione nazionale affiliata alla UEFA indicava il proprio miglior giocatore dell'ultimo mezzo secolo.
5. ↑  Classifica dei 100 migliori calciatori del XX secolo stilata dalla rivista inglese World Soccer nel dicembre 1999 in base ai voti espressi dai propri lettori.
6. ↑  Elenco dei 100 migliori calciatori del XX secolo stilato dalla rivista brasiliana Placar nel novembre 1999.

### Altri inserimenti

Roberto Mancini

- Golden Foot – Leggende del calcio:[37]
  -  Roberto Baggio (introdotto nel 2003)
  -  Hidetoshi Nakata (introdotto nel 2014)
  -  Roberto Mancini (introdotto nel 2017)
- UEFA Golden Jubilee Poll:[38]
  -  Roberto Baggio

## Hall of Fame

### Ufficiale
La Hall of Fame ufficiale del Bologna doveva essere presentata ufficialmente nel novembre 2019, in occasione delle iniziative in programma per il 110º anniversario di storia del club; tuttavia questo evento è stato rinviato a data da destinarsi.

### Sport italiano
| Hall of Fame del calcio italiano - Giocatore italiano: - Roberto Baggio (introdotto nel 2011) - Allenatore italiano: - Roberto Mancini (introdotto nel 2015) - Carlo Mazzone (introdotto nel 2019) - Veterano italiano: - Gabriele Oriali (introdotto nel 2019) - Antonio Cabrini (introdotto nel 2021) - Dirigente italiano: - Sergio Campana (introdotto nel 2017) - Giovanni Sartori (introdotto nel 2021) - Premi alla memoria: - Giovanni Ferrari (introdotto nel 2011) - Ferruccio Valcareggi (introdotto nel 2011) - Angelo Schiavio (introdotto nel 2012) - Eraldo Monzeglio (introdotto nel 2013) - Giacomo Bulgarelli (introdotto nel 2014) - Renato Dall'Ara (introdotto nel 2017) - Romano Fogli** (introdotto nel 2021) | Walk of Fame dello sport italiano - Roberto Baggio (introdotto a maggio 2015) |

1. 1 2  Nel Bologna come calciatore.
2. ↑  Nel Bologna come dirigente.
3. ↑  Nel Bologna anche come allenatore.

## Maglie ritirate
- Maglia n° 27 -  Niccolò Galli

Il Bologna ha deciso di ritirare la maglia numero 27 indossata dal giovane difensore Niccolò Galli, deceduto il 9 febbraio del 2001 a 17 anni in un incidente in motorino vicino al centro tecnico del Bologna, mentre tornava a casa dopo l'allenamento.

## Videografia
- Bologna FC 100 anni di storia (4 DVD-Video), Corriere dello Sport, 2009.